# John Shurna
John Shurna, né le 30 avril 1990, à Glen Ellyn, dans l'Illinois, est un joueur américano-lituanien de basket-ball. Il évolue au poste d'ailier.
En 2009, il a également remporté l'or avec l'équipe américaine lors du Championnat du monde de basket-ball des moins de 19 ans.

## Biographie

### Débuts au lycée
Au lycée, John Shurna évoluait à Glenbard West High School en tant que pivot. En 2007, il mena son équipe à la finale Supersectional de la Classe AA du tournoi de basket-ball de l'Illinois pour la première fois depuis 1938. Cependant Glenbard West perdit 53-50 face à Lockport Township HS malgré les 21 points de Shurna (selon le Chicago Tribune et le Daily Southtown). En 2007 et en 2008, il fut également mentionné dans les All-State Boys Teams du Chicago Tribune,. Il s'engage à l'université Northwestern dès le 13 mai 2007, mais ne signe pas sa National Letter of Intent avant le 14 novembre 2007.
| Nom | Ville d'origine                  | Lycée/Université      | Taille         | Poids          | Date d'engagement |
| --- | -------------------------------- | --------------------- | -------------- | -------------- | ----------------- |
| John Shurna AF | Glen Ellyn, Illinois             | Glenbard West HS (IL) | 2,03 m (6′ 8″) | 88 kg (194 lb) | 13 mai 2007       |
| John Shurna AF | Scout: N/A Rivals: Note ESPN: 82 |                       |                |                |                   |
| Classement général des recruteurs : ESPN: 53 (AF) |                                  |                       |                |                |                   |
| Remarque: Scout et Rivals peuvent fréquemment présenter des chiffres différents dans leurs mesures de tailles et de poids. Dans ce cas, la moyenne des deux mesures est prise. Les notes d'ESPN sont sur 100 points. Sources: 2008 Northwestern Basketball Commitment List, Rivals.com 2008 Northwestern College Basketball Recruiting Commits, Scout.com 2008 Northwestern Wildcats Recruiting Class, ESPN.com |                                  |                       |                |                |                   |

### Carrière universitaire

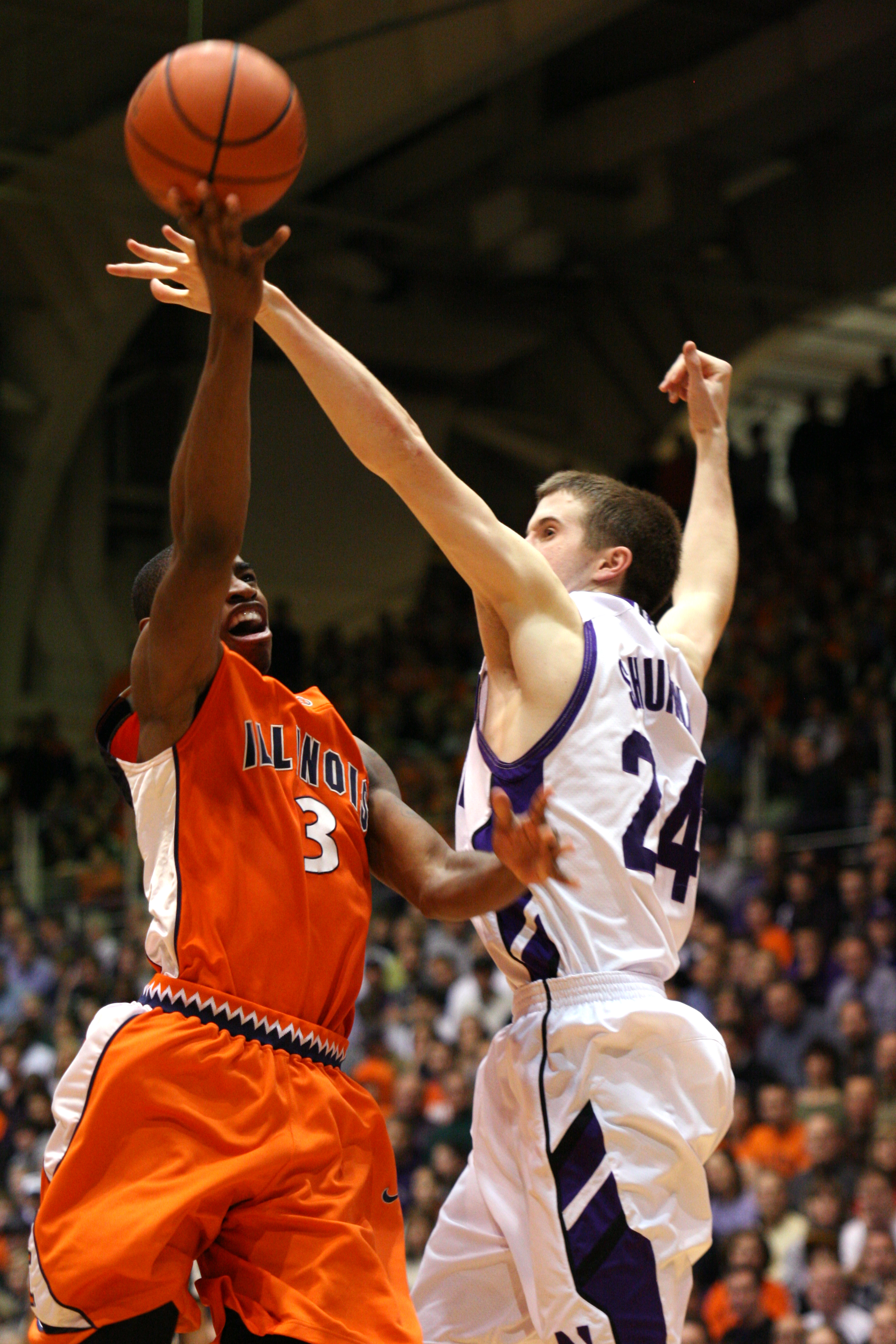
John Shurna sous le maillot des Wildcats de Northwestern.

#### Freshman
En tant que Redshirt, Shurna débute tous ses matchs avec les Wildcats de Northwestern. Il est également membre de la Team USA pendant le Championnat du monde de basket-ball des moins de 19 ans 2009 à Auckland. Il joue les 9 matchs, dont 2 en tant que titulaire. Malgré son faible temps de jeu (12,2 min par match), il est le 5e meilleur rebondeur de l'équipe avec 3,9 prises par match. L'équipe américaine remporte l'or.

#### Sophomore
Durant sa deuxième année à Northwestern, où il joue ailier, il est le meilleur marqueur et rebondeur de son équipe. Après la saison 2009-2010 de la conférence Big Ten, il est nommé dans la All-Big Ten Second Team par les entraîneurs et les médias. Au cours de cette saison, il est également nommé deux fois joueur de la semaine,. Il termine sa saison Sophomore parmi les meilleurs joueurs de la conférence dans plusieurs catégories : 3e marqueur, 7e rebondeur, 10e au pourcentage de réussite au lancer-franc et 8e contreur. Sporting News le désigne comme étant le joueur ayant le plus progressé après avoir fait passer sa moyenne de points par match de 7,3 à 18,5 et sa moyenne de rebonds par match de 2,6 à 6,4. Durant cette saison, il établit deux nouveaux records pour l'université Northwestern : il bat le nombre de points marqué en une saison (619) dépassant Evan Eschmeyer et le nombre de paniers marqué (217) devançant Dale Kelly. Grâce à ses performances, Northwestern arrive à gagner 20 matchs, un record pour l'équipe.

#### Junior
Dès le début de sa troisième année, Shurna fait partie des 50 candidats sélectionnés pour le Trophée Wooden et pour le Trophée Naismith du meilleur joueur universitaire. Pendant son premier match de sa saison Junior, Shurna égale son record de point en un match avec 31 points. Cette performance lui vaut le titre de joueur de la semaine dans la conférence Big Ten. Le 20 décembre, il remporte de nouveau ce titre. Après la saison 2010-2011, il est sélectionné dans la All-Big Ten Third Team par les entraîneurs. Sports Illustrated le nomme également parmi les 10 meilleurs joueurs de la Conférence Big Ten.
Cette année-là, Shurna soumet son inscription pour la draft 2011 de la NBA, bien qu'il n'ait pas engagé d'agent. Cependant, il retire son inscription avant la date butoir du 8 mai et choisit de retourner à Northwestern pour son année Senior.

#### Senior
En tant que Senior, Shurna fait à nouveau partie des 50 candidats sélectionnés pour le Trophée Wooden et pour le Trophée Naismith. Il est également cité dans la Sporting News Preseason All-American Second Team. Shurna marque 37 points le 17 novembre face aux Tigers de LSU et bat son record de points en carrière,,. Le 18 décembre, il marque 32 points face à Eastern Illinois (en). Le 6 février, Shurna remporte le titre de joueur de la semaine du Big Ten après avoir marqué en moyenne 26 points, pris 4 rebonds dans les victoires face à Nebraska et face à l'Illinois,,. Le 12 février, il réalise son 3e match à plus de 30 points de la saison face à Purdue. Avec ces trois matchs à plus de 30 points, il porte son total en carrière à six. Le 18 février, il devient le meilleur marqueur de l'histoire de Northwestern lors d'un match face à Minnesota, dépassant alors Billy McKinney et ses 1 900 points. À la fin de la saison, il est sélectionné dans la All-Big Ten First Team par les entraîneurs et les médias. Le 14 mars, Shurna est sélectionné dans la All-District First Team par la National Association of Basketball Coaches. Il finit la saison avec 20 points par match, ce qui fait de lui le meilleur marqueur du Big Ten. Shurna a également remporté le State Farm 3-Point Contest, battant Juan Fernandez en finale.

### Carrière professionnelle

#### Essais en NBA et débuts à Strasbourg (2012-2013)
À la fin de sa dernière année à l'université, John Shurna s'inscrit à la draft 2012 de la NBA, où il n'est pas sélectionné (drafté), Shurna signe alors un contrat avec les Hawks d'Atlanta pour la Summer League. Le 10 septembre 2012, Shurna signe un contrat partiellement garanti sur un an avec les Knicks de New York. Cependant, il est licencié dès la fin de la présaison.
Le 19 novembre 2012, il signe à Strasbourg, club de Pro A, en tant que pigiste médical du pivot français Nicolas de Jong. Le 22 novembre 2012, Shurna est qualifié par la LNB pour son premier match sous le maillot strasbourgeois face au Paris-Levallois. Malgré un mauvais premier match (2 points, 5 fautes), Shurna livre quelques belles performances au cours de la saison comme face à Chalon-sur-Saône, le champion de France en titre, où il marque 19 points et prend 6 rebonds. Au terme de ce match, Shurna est prolongé jusqu'au 17 février soit à la fin de la Leaders Cup 2013. Lors de cette compétition, la SIG s'incline en finale face au BCM Gravelines Dunkerque. Strasbourg le prolonge alors jusqu'à la fin de la saison. Shurna s'impose peu à peu dans la rotation strasbourgeoise et finit avec le 3e meilleur pourcentage de la ligue à 3 points (47,3 %). Lors des playoffs, Strasbourg élimine Dijon en quart de finale puis l'ASVEL en demi-finale. Lors du match 1 de la demie, John Shurna se révèle crucial en compilant 16 points et 66 % à 3 pts. Lors du premier match des finales Pro A face à la JSF Nanterre, Shurna marque 14 points et la SIG remporte le match avec 34 points d'avance. Cependant, Nanterre remporte les 3 matchs suivants et devient champion de France.
John Shurna réalise une bonne première saison, malgré une irrégularité fréquente. Ce « pigiste surprise » a réussi à s'imposer comme le facteur X de Strasbourg.
Une fois la saison terminée, John Shurna retourne aux États-Unis pour effectuer des workouts avec trois franchises NBA : les Rockets de Houston, le Magic d'Orlando et les Bucks de Milwaukee. Les Bucks le sélectionneront alors dans leur effectif pour la Summer League.

#### Joventut Badalona (2013-2014)
Après un second échec en Summer League, Shurna retourne en Europe et signe pour deux ans avec la Joventut Badalona en Liga ACB le 31 août 2013. Le 2 mars 2014, il joue son meilleur match de la saison avec 20 points, 4 rebonds et 23 d'évaluation face au CB Valladolid. Lors de sa première saison avec le club espagnol, Shurna finit sa saison avec 11,7 points de moyenne en commençant tous ses matchs en tant que titulaire. Cependant, Badalona finit à la 9e place et ne parvient pas à se qualifier pour les playoffs.

#### Darüşşafaka Spor Kubülü (2014-2015)
En juillet 2014, Shurna signe un contrat avec les Raptors de Toronto pour la Summer League. Lors de son premier match avec Toronto, il finit avec 21 points, 3 rebonds, 3 interceptions, 2 contres et 62 % à 3 pts. Il finit avec 9,8 points et 2,0 rebonds de moyenne mais n'obtient pas de contrat pour la saison NBA. Le 8 août 2014, il signe avec le Darüşşafaka SK, un club turc évoluant en TBL. Shurna finit la saison avec 10 points de moyenne et est sélectionné pour le All-Star Game 2015. Darüşşafaka finit 3e de la saison régulière avec 21 victoires et se qualifie pour les playoffs. Cependant, ils sont éliminés dès le premier tour par le Trabzonspor BK, finalistes de l'Eurochallenge 2015.

#### Valencia Basket Club (2015-2016)
Pour la quatrième année consécutive, John Shurna participe à la Summer League, cette fois sous le maillot des Cavaliers de Cleveland. Il signe de bonnes performances, comme lors du dernier match du tournoi face aux Timberwolves du Minnesota où Shurna finit avec 14 points, 6 rebonds et 2 interceptions. Cependant, il n'est pas conservé pour la saison NBA à venir.
Shurna signe le 27 juillet 2015 un contrat d'un an avec le club espagnol de Valence, le Valencia Basket Club. Il y retrouve son ancien coéquipier à Strasbourg, Antoine Diot. Valence connait un début de saison historique, avec 23 victoires en 23 matchs.

#### CB Gran Canaria (depuis 2019)
En 2019, Shurna rejoint le CB Gran Canaria, club de première division espagnole. En juin 2021, il signe un nouveau contrat de deux saisons avec le club canarien.

## Style de jeu
John Shurna est un ailier fort, cependant il peut éventuellement se décaler en ailier grâce à son habileté au tir. En effet, Shurna est considéré comme un tireur extrêmement adroit à trois points (40% en NCAA) malgré une mécanique de tir en « trompe d'éléphant » d'après son entraîneur à Strasbourg, Vincent Collet.

## Statistiques

### Universitaires
Légende :
| Leader du Big Ten |

gras = ses meilleures performances
| Saison  | Club         | Matchs | Matchs | Min. | Points | Points | Tirs | Tirs | Tirs | 3 pts | 3 pts | 3 pts | LF  | LF  | LF   | Rebonds | Rebonds | Pd  | Int | C   | Bp  | FP  |
| Saison  | Club         | MJ     | Tit    | Min. | Pts    | PPM    | R    | T    | %    | R     | T     | %     | R   | T   | %    | TRB     | RPM     | Pd  | Int | C   | Bp  | FP  |
| ------- | ------------ | ------ | ------ | ---- | ------ | ------ | ---- | ---- | ---- | ----- | ----- | ----- | --- | --- | ---- | ------- | ------- | --- | --- | --- | --- | --- |
| 2008–09 | Northwestern | 31     | 31     | 18,5 | 227    | 7,3    | 83   | 178  | 46,6 | 26    | 75    | 34,7  | 35  | 47  | 74,5 | 93      | 3,0     | 1,0 | 0,5 | 0,6 | 1,2 | 1,2 |
| 2009–10 | Northwestern | 34     | 34     | 36,4 | 619    | 18,2   | 217  | 473  | 45,9 | 78    | 220   | 35,5  | 107 | 138 | 77,5 | 216     | 6,4     | 2,6 | 0,8 | 0,9 | 2,0 | 2,2 |
| 2010–11 | Northwestern | 32     | 30     | 34,0 | 531    | 16,6   | 176  | 366  | 48,1 | 75    | 173   | 43,4  | 104 | 147 | 70,7 | 157     | 4,9     | 2,6 | 1,1 | 1,0 | 1,8 | 1,8 |
| 2011–12 | Northwestern | 33     | 33     | 37,3 | 661    | 20,0   | 228  | 492  | 46,3 | 95    | 216   | 44,0  | 110 | 146 | 75,3 | 178     | 5,4     | 2,8 | 1,2 | 1,6 | 1,6 | 1,7 |
| Total   | Total        | 130    | 128    | 31,8 | 2038   | 15,7   | 704  | 1509 | 46,7 | 274   | 684   | 40,1  | 356 | 478 | 74,5 | 644     | 5,0     | 2,3 | 0,9 | 1,0 | 1,7 | 1,7 |

### Professionnelles
| Leader de la ligue |

gras = ses meilleures performances
| Saison  | Ligue     | Club              | Matchs | Matchs | Min. | Points | Points | Tirs | Tirs | Tirs | 3 pts | 3 pts | 3 pts | LF  | LF  | LF   | Rebonds | Rebonds | Pd  | Int | C   | Bp  | FP  |
| Saison  | Ligue     | Club              | MJ     | Tit    | Min. | Pts    | PPM    | R    | T    | %    | R     | T     | %     | R   | T   | %    | TRB     | RPM     | Pd  | Int | C   | Bp  | FP  |
| ------- | --------- | ----------------- | ------ | ------ | ---- | ------ | ------ | ---- | ---- | ---- | ----- | ----- | ----- | --- | --- | ---- | ------- | ------- | --- | --- | --- | --- | --- |
| 2012-13 | Pro A     | Strasbourg IG     | 23     | 2      | 21,1 | 183    | 8,0    | 61   | 131  | 46,6 | 44    | 93    | 47,3  | 17  | 21  | 81,0 | 71      | 3,1     | 0,7 | 0,5 | 0,3 | 0,9 | 2,1 |
| 2013-14 | Liga ACB  | Joventut Badalona | 34     | 34     | 25,1 | 399    | 11,7   | 135  | 319  | 42,3 | 75    | 198   | 37,9  | 54  | 66  | 81,8 | 127     | 3,7     | 0,9 | 0,6 | 0,3 | 1,2 | 2,3 |
| 2014-15 | TBL       | Darüşşafaka SK    | 26     | 0      | 25,9 | 259    | 10,0   | 86   | 168  | 51,2 | 58    | 115   | 50,4  | 29  | 36  | 80,6 | 89      | 3,4     | 1,0 | 0,5 | 0,2 | 0,2 | 2,3 |
| 2015-16 | Liga ACB  | Valencia BC       | 34     | 4      | 17,3 | 223    | 6,6    | 77   | 159  | 48,4 | 44    | 98    | 44,9  | 25  | 32  | 78,1 | 84      | 2,5     | 0,6 | 0,4 | 0,2 | 0,7 | 1,9 |
| 2015-16 | EuroCoupe | Valencia BC       | 16     | 1      | 19,3 | 108    | 6,8    | 36   | 78   | 46,2 | 18    | 46    | 39,1  | 18  | 27  | 66,7 | 50      | 3,1     | 1,2 | 0,3 | 0,4 | 0,9 | 1,9 |
| Total   | Total     | Total             | 133    | 41     | 21,9 | 1172   | 8,8    | 395  | 855  | 46,2 | 239   | 550   | 43,5  | 143 | 182 | 78,6 | 421     | 3,2     | 0,8 | 0,5 | 0,3 | 0,9 | 2,1 |

| Saison  | Ligue    | Club           | Matchs | Matchs | Min. | Points | Points | Tirs | Tirs | Tirs | 3 pts | 3 pts | 3 pts | LF | LF | LF   | Rebonds | Rebonds | Pd  | Int | C   | Bp  | FP  |
| Saison  | Ligue    | Club           | MJ     | Tit    | Min. | Pts    | PPM    | R    | T    | %    | R     | T     | %     | R  | T  | %    | TRB     | RPM     | Pd  | Int | C   | Bp  | FP  |
| ------- | -------- | -------------- | ------ | ------ | ---- | ------ | ------ | ---- | ---- | ---- | ----- | ----- | ----- | -- | -- | ---- | ------- | ------- | --- | --- | --- | --- | --- |
| 2012-13 | Pro A    | Strasbourg IG  | 8      | 0      | 18,1 | 56     | 7,0    | 20   | 28   | 71,4 | 12    | 18    | 66,7  | 4  | 7  | 57,1 | 17      | 2,1     | 0,3 | 0,4 | 0,0 | 0,5 | 0,9 |
| 2014-15 | TBL      | Darüşşafaka SK | 2      | 0      | 19,5 | 7      | 3,5    | 3    | 11   | 27,3 | 1     | 8     | 12,5  | 0  | 0  | 0    | 5       | 2,5     | 1,5 | 0,5 | 0,0 | 0,0 | 2,0 |
| 2015-16 | Liga ACB | Valencia BC    | 5      | 3      | 21,6 | 46     | 9,2    | 14   | 24   | 57,1 | 10    | 17    | 58,8  | 8  | 13 | 61,5 | 13      | 2,6     | 1,2 | 0,4 | 0,2 | 1,2 | 2,4 |
| Total   | Total    | Total          | 15     | 3      | 19,5 | 109    | 7,3    | 37   | 63   | 58,7 | 23    | 43    | 53,5  | 12 | 20 | 60,0 | 35      | 2,6     | 0,7 | 0,4 | 0,1 | 0,7 | 1,5 |

## Palmarès

### Carrière universitaire
- Meilleur marqueur du Big Ten : 2012[43]
- All Big Ten 1st team : 2012[41]
- All Big Ten 2nd team : 2010[14]
- All Big Ten 3rd team : 2011[24]
- Meilleur marqueur All-time de l'équipe de basket masculine des Wildcats de Northwestern avec 2 038 points[11]
- Meilleur contreur All-time de l'équipe de basket masculine des Wildcats de Northwestern avec 136 contres[11]
- Sporting News college basketball Most Improved Player of the Year : 2010[18]
- Vainqueur du State Farm College 3-Point Shootout : 2012[44]

### Carrière professionnelle
- Finaliste de la Leaders Cup 2013 avec Strasbourg
- Finaliste du Championnat de France de Pro A 2013 avec Strasbourg
- Vainqueur de l'EuroCoupe 2022-2023 avec le CB Gran Canaria

### En sélection nationale
- Médaille d'or au Championnat du monde de basket-ball masculin des moins de 19 ans 2009 avec les États-Unis[3]